# Otus beccarii
Otus beccarii là một loài chim trong họ Strigidae. Loài chim này có ngoại hình giống chim cú mèo